# BRA Braathens Regional Airlines
BRA Braathens Regional Airlines è una compagnia aerea svedese fondata nel 2016 ed è una delle più grandi compagnie aeree nazionali in Svezia. I voli della compagnia aerea sono effettuati da Braathens Regional Airways. 

## Storia
BRA Braathens Regional Airlines è stata fondata nel 2016 con lo scopo di unire le operazioni di volo di Malmö Aviation e Sverigeflyg sotto un unico marchio. BRA non dispone di un COA proprio ma utilizza gli aerei di Braathens Regional Airways per effettuare le proprie operazioni di volo. All'inizio di aprile 2020, in concomitanza con la pandemia di COVID-19, BRA ha sospeso tutti i voli tra il 6 aprile e il 31 maggio, a seguito di un forte calo della domanda aerea. Il vettore aereo, ha presentato in tribunale una ristrutturazione del debito il 6 aprile 2020 e ha cessato tutte le operazioni fino a nuovo avviso. La compagnia aerea ha anche licenziato 580 dipendenti su un totale di 600. L'azienda spera di poter riavviare il traffico aereo su sette rotte nazionali durante il primo trimestre del 2021.

## Destinazioni
La compagnia aerea effettua voli Francia, Germania, Lettonia, Norvegia, Estonia e Svezia.
Accordi commerciali
Al 2021, BRA Braathens Regional Airlines ha accordi di codeshare con le seguenti compagnie:
- Finnair[6]
- Widerøe

## Flotta
A febbraio 2021 la flotta BRA Braathens Regional Airlines risulta composta dai seguenti aerei:

### Flotta storica
BRA Braathens Regional Airlines operava in precedenza con i seguenti aeromobili: